# Стшелецкие говоры

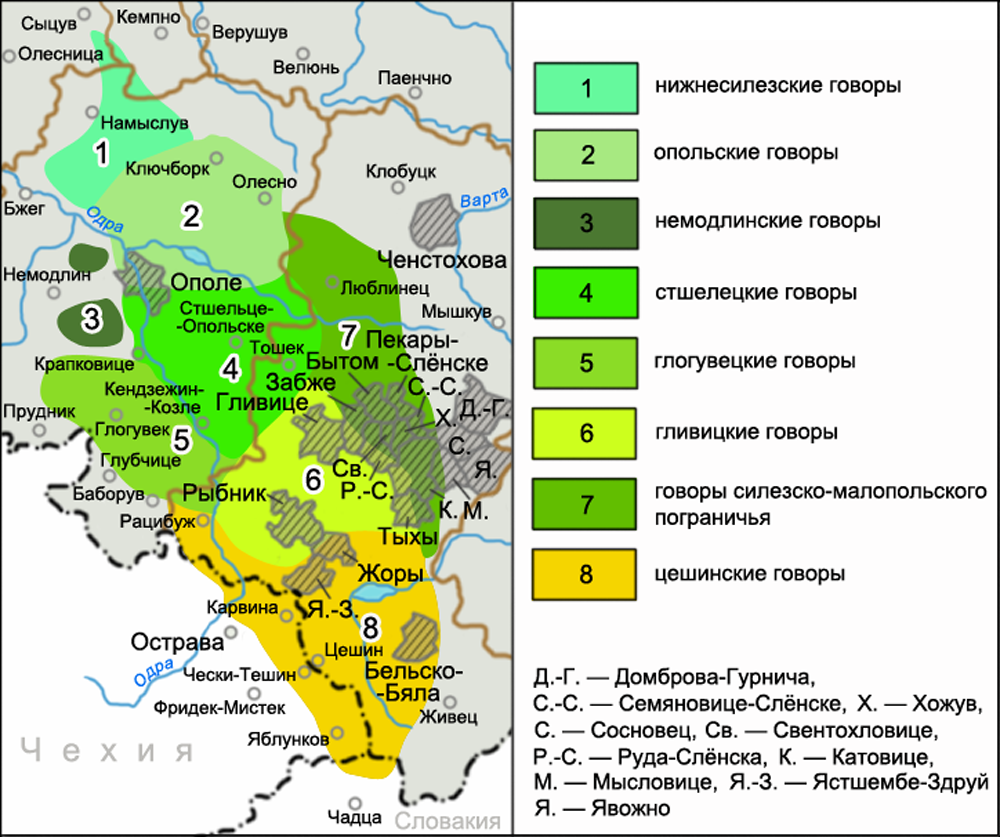
Ареал стшелецких говоров на карте силезского диалекта Бонк, Станислав

Стше́лецкие го́воры (также говоры Стшелецкого повята, говоры кобылёжей; пол. gwary strzeleckie, gwary powiatu strzeleckiego, gwary kobylorzy) — говоры силезского диалекта/языка, распространённые в области с центром в городе Стшельце-Опольске на территории восточной части Опольского воеводства и в ряде соседних с ней западных районов Силезского воеводства. Включаются в состав среднесилезской группы говоров. Известны также под названием «говоры кобылёжей», которое получили по распространённому в прошлом наименованию носителей данных говоров, образующих одну из локальных групп ополян.
От наиболее близких глогувецких говоров стшелецкие отличаются среди прочего произношением континуантов древнепольской носовой гласной переднего ряда в разных позициях: čąsto, krovą (нередко kuṕa), но zyk, ḿso (в глогувецких говорах во всех позициях отмечается только ą). От силезских говоров, размещённых от стшелецкого ареала к западу и северу, отличаются отсутствием мазурения; от говоров, размещённых к югу и востоку — дифтонгическим произношением континуанта древнепольской суженной гласной [á].

## Вопросы классификации
Стшелецкие говоры были выделены в классификациях силезского диалекта К. Нича (1960) и С. Бонка (1971). В классификации К. Нича стшелецкие говоры отнесены к диалектному массиву Средней (Центральной) Силезии вместе с прудницкими говорами (глоговскими или говорами голёков), козельскими говорами (говорами баёков) и говорами промышленного региона. В классификации С. Бонка стшелецкие говоры включены вместе с глогувецкими говорами в группу среднесилезских (немазуракающих) говоров. Данная группа вместе с собственно северносилезской группой входят в средне-северносилезский ареал, характеризующийся дифтонгическим произношением суженной гласной á. Средне-северносилезский ареал и противопоставленный ему по монофтонгическому произношению гливицкий ареал образуют в классификации С. Бонка северносилезскую диалектную область. В классификации А. Зарембы (1961) стшелецкие говоры не выделяются. Стшелецкий диалектный ареал у А. Зарембы включается в область распространения центральных гливицких говоров в составе южносилезской группы диалектов, объединяющим признаком для которой было выбрано отсутствие мазурения.

## Особенности говоров
К основным языковым особенностям стшелецкого диалектного ареала относят:  
1. Отсутствие мазурения, отличающее стшелецкий ареал от соседних северносилезских говоров и говоров силезско-малопольского пограничья. Мазурение нехарактерно также и для остальных среднесилезских говоров.
2. Дифтонгическое произношение континуанта древнепольской суженной гласной á как [ou̯]: dobrou̯ czapkou̯ — пол. литер. dobra czapka «хорошая шапка», trou̯va — пол. литер. trawa «трава». Эта черта сближает стшелецкие с северносилезскими говорами и отличает их от соседних гливицких говоров, в которых на месте á произносится монофтонг o, и от глогувецких говоров, в разных областях которых дифтонг реализуется как [åu̯], [öu̯], [ou̯] или [eu̯].
3. Произношение континуанта древнепольской носовой гласной переднего ряда в середине слова после твёрдых согласных и в конце слова как ą (čąsto, krovą), и в середине слова после мягких согласных как  (zyk, ḿso). Нередко в позиции конца слова в стшелецких говорах отмечается деназализация (kuṕa), как правило, такое произношение характерно для младшего поколения носителей говоров. Деназализация носовых в конце слова рассматривается как общесилезский процесс развития гласных, а также как влияние гливицких говоров, которые доминируют в силезском медиапространстве и могут считаться наиболее престижными. На носителей стшелецких говоров влияние гливицкого произношения происходит также при непосредственных языковых контактах жителей соседних регионов. Континуант древнепольской носовой заднего ряда реализуется как ů̦: vů̦sy, śeӡů̦, kůnt.
4. Распространение вторичной назализации.
5. Антиципация по мягкости среднеязычных согласных: ńeśe, v leśe.